# Kirche Landesbergen

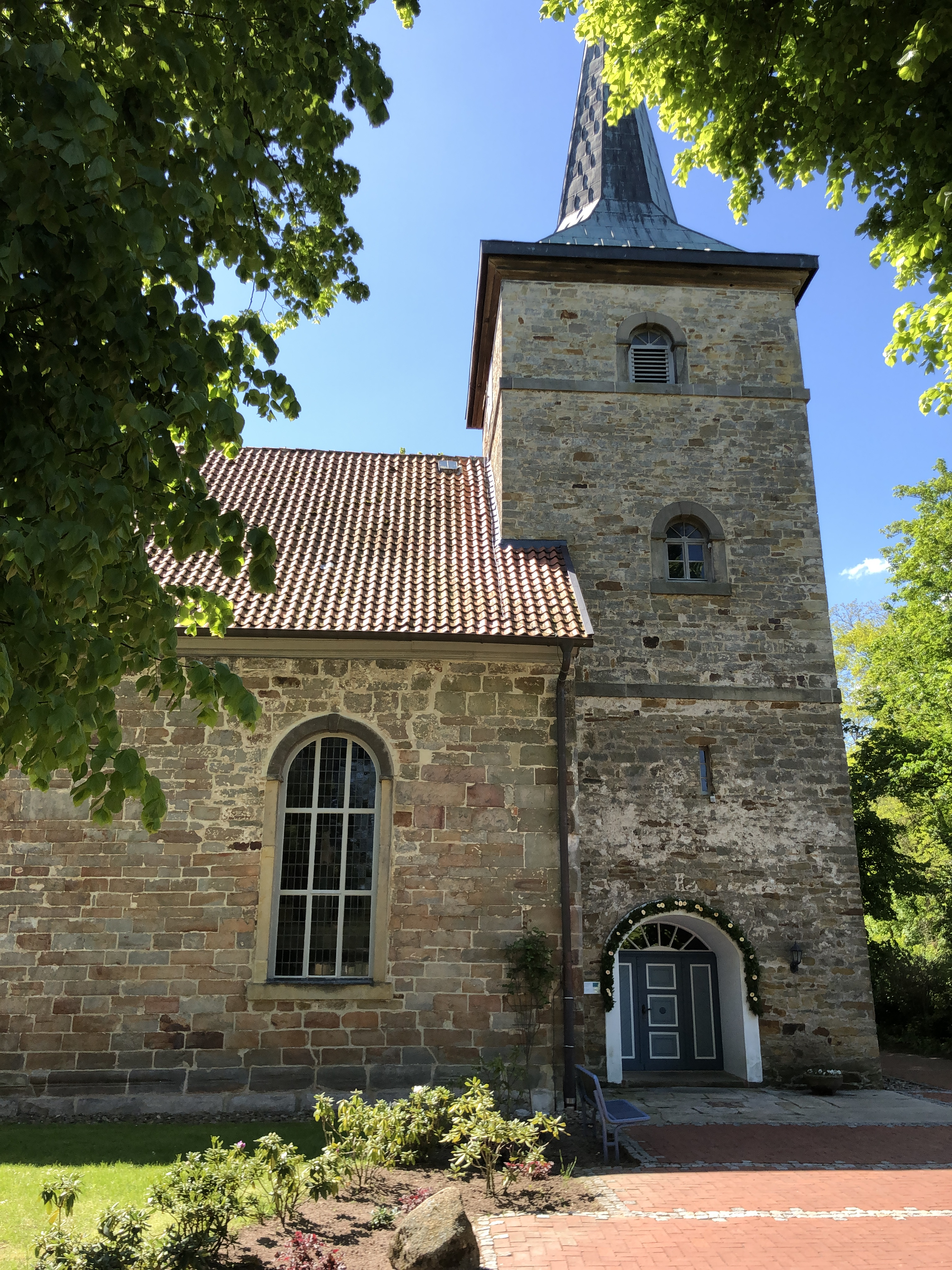
Kirche Landesbergen

Die evangelisch-lutherische, denkmalgeschützte Kirche Landesbergen steht in Landesbergen, einer Gemeinde im Landkreis Nienburg/Weser in Niedersachsen. Die Kirchengemeinde gehört zum Kirchenkreis Stolzenau-Loccum im Sprengel Hannover der Evangelisch-lutherischen Landeskirche Hannovers.

## Beschreibung
Die Kirche wird 1234 erstmals erwähnt. Die drei westlichen Joche des Langhauses aus Quadersteinen wurden um 1240 gebaut. 1822/23 wurde das Langhaus um zwei Joche verlängert, dabei ging die Apsis verloren. Der quadratische Kirchturm im Westen, der 1764 bei einem Blitzschlag zerstört wurde, wurde in barocken Formen unter Verwendung der alten Quadersteine wiederhergestellt. Er erhielt einen sechsseitigen spitzen Helm. Im Turm hängt eine Kirchenglocke, die Friedrich Dreyer gegossen hat. Das Langhaus, das mit einem Satteldach bedeckt und im Osten abgewalmt ist, hat an drei Seiten Bogenfenster. 
Der Innenraum ist im zweiten und dritten Joch mit einem Kreuzgratgewölbe ohne Gurtbögen überspannt, das auf Strebepfeilern steht. Das westliche Joch wurde erst im 17. Jahrhundert mit einem Spiegelgewölbe versehen. Beim Umbau von 1960 werden die Emporen entfernt. Die erste Orgel mit 17 Registern, verteilt auf zwei Manuale und ein Pedal, wurde 1882 von Johann Hinrich Röver gebaut. Die heutige Orgel mit 18 Registern auf zwei Manualen und Pedal haben 1974 die Gebrüder Hillebrand gebaut. Sie wurde 2006 von Jörg Bente umgebaut.